# Ferdinand Neuling
Ferdinand Neuling (22 août 1885 à Bautzen - 2 février 1960 à Hildesheim) est un General der Infanterie allemand qui a servi au sein de la Heer dans la Wehrmacht pendant la Seconde Guerre mondiale.
Il a été récipiendaire de la Croix de chevalier de la Croix de fer. Cette décoration est attribuée pour récompenser un acte d'une extrême bravoure sur le champ de bataille ou un commandement militaire avec succès.

## Biographie
En 1905, il rejoint l'armée impériale en tant qu'enseigne dans le 139e régiment d'infanterie. Un an plus tard, il est promu lieutenant. Il combat pendant la Première Guerre mondiale et reçoit la Croix de fer de 1re et 2e classe. Après 1918, il continue à servir dans la Reichswehr. En 1929, il est promu major, en 1933, lieutenant-colonel. La même année, il prend le commandement du 23e régiment d'infanterie.
Le 1er janvier 1939, il devient major général et trois mois plus tard, il prend le commandement de la Landwehr à Oppeln en Haute Silésie alors allemande. À la veille de la Seconde Guerre mondiale, il reçoit l'ordre de créer la 239e division d'infanterie, en s'appuyant sur les soldats de la Landwehr. La valeur de combat de la division était considérée comme très faible et l'unité devait être utilisée comme réserve.
Le 2 septembre 1939, sa division franchit la frontière germano-polonaise à Gierałtowice. Les troupes marchent vers Ornontowice, puis Mikołów. Le 3 septembre, à la suite de la retraite de l'Armée polonaise de Haute-Silésie, Neuling entre dans Mikołów. Un jour plus tard, il s'empare de Katowice (en), où il est chaleureusement accueilli par les Allemands de souche locaux. Trois jours plus tard, ses soldats brulent la synagogue de la ville.
Après avoir capturé la Haute-Silésie, la division de Neuling se dirige vers l'est. En octobre 1939, elle garde la frontière germano-soviétique sur la rivière Bug, frontière créée après la chute et le partage de la Pologne. Pendant son occupation de la Pologne, la division a commis de nombreux crimes de guerre sur la population civile et les résistants.
Au printemps 1940, les hommes de Neuling participent à l'offensive contre la France et prennent d'assaut la ligne Maginot. Ils capturent Colmar et Strasbourg. Après cela, il est placé dans la réserve de l'armée. À partir de 1942, il commande le 62e corps d'armée en France. Le 18 août 1944, son corps d'armée est écrasé par l'avancée des unités de l'US Army. Neuling est fait prisonnier et transféré au camp Clinton, un camp de prisonniers de guerre à Clinton dans le Mississippi.
Neuling rentre en Allemagne en 1947 et meurt à Hildesheim en 1960. Il n'a jamais été inculpé pour des crimes commis pendant la guerre.

## Décorations
- Croix de fer (1914)
  - 2e Classe
  - 1re Classe
- Croix de chevalier de l'Ordre militaire de Saint-Henri
- Croix d'honneur
- Agrafe de la Croix de fer (1939)
  - 2e Classe
  - 1re Classe
- Croix allemande en Or (19 décembre 1941)
- Croix de chevalier de la Croix de fer
  - Croix de chevalier le 28 février 1942 en tant que Generalleutnant et commandant de la 239. Infanterie-Division[1]